# Stade national des héros
Le Stade national des héros (National Heroes Stadium est un stade de football situé dans la ville de Lusaka, capitale de la Zambie. 
D'une capacité de 60 000 places, il accueille les matchs à domicile de l'équipe de Zambie. Il est nommé en hommage à l'équipe nationale masculine et à une partie de l'équipe féminine victimes d'un accident d'avion le 27 avril 1993 à Libreville à destination des États-Unis pour  les Tours préliminaires à la Coupe du monde de football 1994,.
Il est construit à partir de 2011 via un prêt du gouvernement chinois, et ouvre en 2014.